# Bandeira da Namíbia
A bandeira da Namíbia foi adotada em 21 de março de 1990. é uma bandeira dividida em duas metades (azul na parte superior e verde na inferior) por uma faixa de cor vermelha e bordas brancas e situada em uma das diagonais da bandeira. No quadrante superior mais próximo ao mastro aparece representado o sol com doze pontas.
Foi desenhada por Frederick G. Brownell, o qual também desenhou a atual bandeira da África do Sul.
As cores da bandeira foram adotadas da Organização do Povo do Sudoeste da África (SWAPO), o movimento popular de libertação mais importante da Namíbia. As cores azul, vermelha e verde também são as mais importantes para a etnia majoritária, os Ovambo. A bandeira da SWAPO foi adotada em 1971.

## Outras bandeiras

Bandeira da África Alemã do Sudoeste, de 24 de abril de 1884 a 9 de julho de 1915
Bandeira proposta para a África Alemã do Sudoeste, nunca oficializada
Bandeira da África do Sudoeste sob domínio britânico, de 9 de julho de 1915 a 28 de junho de 1919
Bandeira da África do Sudoeste de 28 de junho de 1919 a 31 de maio de 1928
Bandeira da África do Sudoeste sob domínio sul-africano de 31 de maio de 1928 a 21 de março de 1990
Bandeira da SWAPO